# Traudl Eder
Traudl Eder, verheiratete Reinstadler (* 29. Jänner 1941 in Mittersill) ist eine ehemalige österreichische Skirennläuferin. In ihrer mehrfach durch Verletzungen unterbrochenen Karriere erzielte sie von 1959 bis 1966 Siege und Podestplätze bei nationalen und internationalen Rennen.

## Biografie
Eder nahm als Sechsjährige erstmals an einem Skirennen teil und wurde danach vom Skiclub ihres Heimatortes Mittersill gefördert. Sie wurde nach einiger Zeit im Kader des Salzburger Landesskiverbandes Ende der 1950er-Jahre in den Nachwuchs- und später in den Nationalkader des Österreichischen Skiverbandes aufgenommen. 1959 wurde Eder in ihrer Altersklasse Jugend II dreifache Österreichische Jugendmeisterin in Abfahrt, Slalom und Kombination. Ebenfalls 1959 machte sie erstmals international auf sich aufmerksam, als sie in der Abfahrt von Abetone den zweiten Platz erreichte. Im nächsten Winter 1959/1960 fuhr sie im Slalom von Crans-Montana auf den zweiten und im Slalom von Abetone auf den dritten Platz. In der Saison 1960/1961 erzielte Eder zweite Plätze in den Slaloms von Morzine, Zermatt und am Ätna, ehe sie ihre erste schwere Verletzung erlitt. Sie kam deshalb im folgenden Winter 1961/1962 erst spät in Form und erzielte als einzigen Podestplatz einen dritten Rang in der Kombination von Zermatt.
Nach einer weiteren Verletzung versäumte Eder die gesamte Saison 1962/1963. Dennoch konnte sie sich innerhalb des österreichischen Teams für die Olympischen Winterspiele 1964 in Innsbruck qualifizieren, wo sie aber Ersatzläuferin blieb und nur als Vorläuferin zum Einsatz kam. Ihre besten Ergebnisse des Winters erzielte sie gegen Saisonende in Schweden: Sie wurde Zweite in den Slaloms von Östersund, Åre und Gällivare (dort auch Zweite in der Kombination) und gewann den Slalom in Sollefteå. Im Winter 1964/1965 erlitt Eder die nächste schwere Verletzung, weshalb sie erneut eine ganze Saison pausieren musste. Danach erzielte sie im Winter 1965/1966 nur einen Podestplatz als Zweite des Slaloms von Bad Wiessee. Sie qualifizierte sich nicht für die Weltmeisterschaften 1966 und gab daraufhin ihren Rücktritt vom Skirennsport bekannt.
Während ihrer Karriere hatte Eder ihren späteren Ehemann Adi Reinstadler, der unter Stefan Kruckenhauser als Ausbilder für die staatlich geprüften Skilehrer im Bundessportheim St. Christoph arbeitete, kennengelernt. Gemeinsam führen sie in Jerzens in Tirol eine Ferienpension. Ihr 1970 geborener Sohn Gernot Reinstadler wurde ebenfalls Skirennläufer. Er verunglückte 1991 beim Training zum Lauberhornrennen in Wengen zehn Tage vor ihrem 50. Geburtstag tödlich.

## Erfolge

### FIS-Rennen
- Sieg im Slalom von Sollefteå 1964
- 10 zweite und 3 dritte Plätze

### Österreichische Meisterschaften
- Österreichische Jugendmeisterin (Jugend II) in Abfahrt, Slalom und Kombination 1959
- Österreichische Jugendmeisterin (Jugend I) in der Abfahrt 1956